# افي سابان
افي سابان هو لاعب كرة قدم إسرائيلي في مركز الدفاع، ولد في 10 مايو 1989 في إسرائيل. لعب مع Hapoel Pardesiya F.C. ‏.